# Tadeusz Krawczyk
Tadeusz Krawczyk (Poznań, 13 juni 1959) is een voormalig wielrenner uit Polen. In 1983 won hij de Ronde van Polen.

## Belangrijkste overwinningen
1983
Ronde van Polen
Ronde van Wallonië
1984
Ronde van Małopolska